# Alternanthera
Genre
Classification APG III (2009)
Alternanthera est un genre qui regroupe plus de 80 plantes herbacées, dont un certain nombre peut être utilisé en aquarium ou en mosaïculture.

## Espèces
Selon ITIS (13 Jul 2010) :
- Alternanthera bettzichiana (Regel) Voss
- Alternanthera brasiliana (L.) Kuntze
- Alternanthera caracasana Kunth
- Alternanthera crucis (Moq.) Boldingh
- Alternanthera echinocephala (Hook. f.) Christoph.
- Alternanthera flavescens Kunth
- Alternanthera flavogrisea Urban
- Alternanthera hassleriana Chodat ex Chodat & Hassler
- Alternanthera ingramiana (Standl.) Schinz
- Alternanthera maritima (Mart.) St.-Hil.
- Alternanthera olivacea (Urb.) Urb.
- Alternanthera paronichyoides St.-Hil.
- Alternanthera philoxeroides (Mart.) Griseb.
- Alternanthera pungens Kunth
- Alternanthera sessilis (L.) R. Br. ex DC.
- Alternanthera tenella Colla
- Alternanthera trigyna L.

Selon [réf. nécessaire] :
- Alternanthera bettzichiana
- Alternanthera brasiliana
- Alternanthera caracasana
- Alternanthera crucis
- Alternanthera echinocephala
- Alternanthera flavescens
- Alternanthera flavogrisea
- Alternanthera hassleriana
- Alternanthera ingramiana
- Alternanthera maritima
- Alternanthera palmeri
- Alternanthera paronichyoides
- Alternanthera philoxeroides
- Alternanthera pungens
- Alternanthera reineckii
- Alternanthera reineckii var. lilacina
- Alternanthera sessilis : Sessile Joyweed
- Alternanthera tenella : Sanguinaria

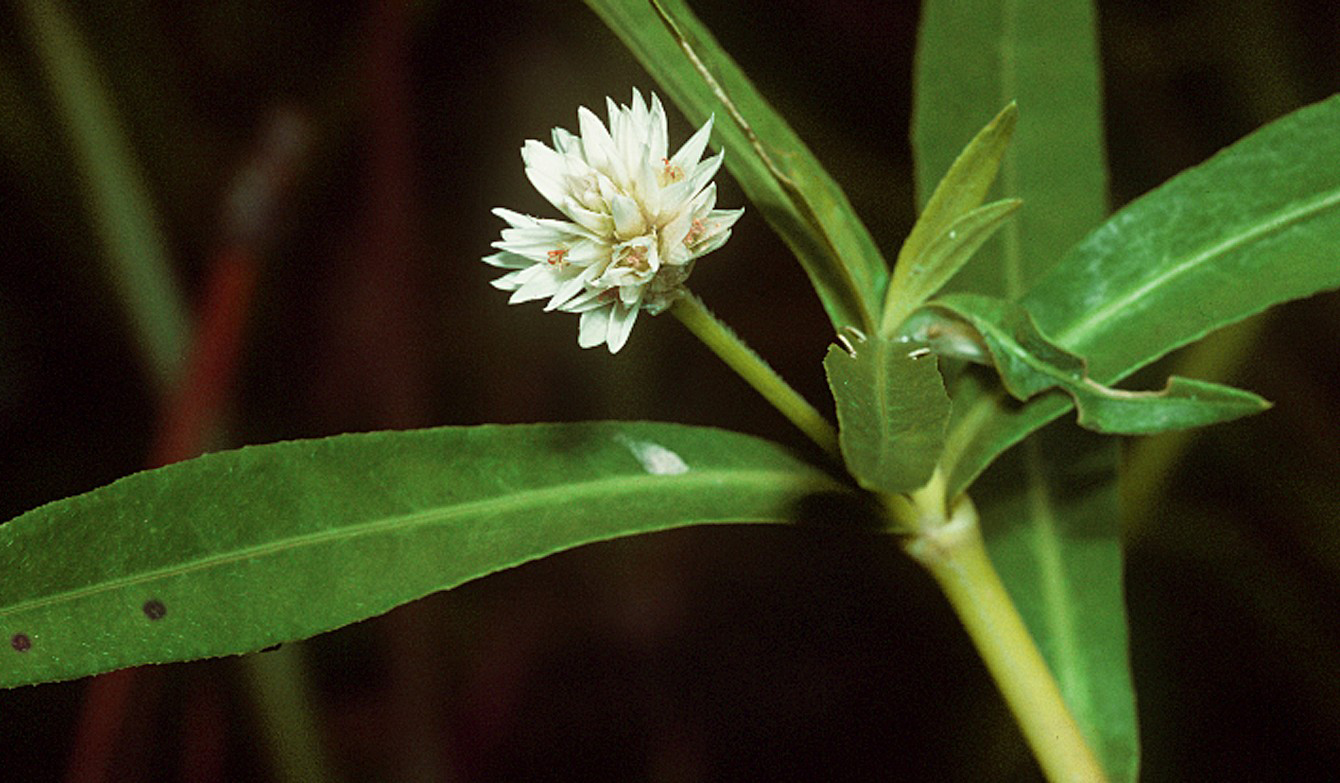
Alternanthera philoxeroides

- Alternanthera acaulis
- Alternanthera achyrantha
- Alternanthera adscendens
- Alternanthera albida
- Alternanthera albo-squarrosa
- Alternanthera albo-tomentosa
- Alternanthera altacruzensis
- Alternanthera angustifolia
- Alternanthera argentata
- Alternanthera articulata
- Alternanthera asterophora
- Alternanthera asterotricha
- Alternanthera aurata
- Alternanthera australis
- A austrotrinidadis
- Alternanthera bahiensis
- Alternanthera baueri
- Alternanthera calcicola
- Alternanthera cana
- Alternanthera canescens
- Alternanthera capituliflora
- Alternanthera caribaea
- Alternanthera celosioides
- Alternanthera chacoensis
- Alternanthera cinerella
- Alternanthera collina
- Alternanthera congesta
- Alternanthera coriacea
- Alternanthera corymbiformis
- Alternanthera crassifolia
- Alternanthera culebrasensis
- Alternanthera cyclophylla
- Alternanthera decipiens
- Alternanthera dendrotricha
- Alternanthera echinata
- Alternanthera fasciculata
- Alternanthera fastigiata
- Alternanthera felipponei

- Alternanthera ficoidea
- Alternanthera flavicoma
- Alternanthera flavida
- Alternanthera flosculosa
- Alternanthera forastmemii
- Alternanthera forsstroemii
- Alternanthera friesii
- Alternanthera frutescens
- Alternanthera galapagensis
- Alternanthera glaucescens
- Alternanthera glaziovii
- Alternanthera gomphrenoides
- Alternanthera grandis
- Alternanthera halimifolia
- Alternanthera helleri
- Alternanthera herniarioides
- Alternanthera inaccessa
- Alternanthera kerberi
- Alternanthera kurtzii
- Alternanthera laguroides
- Alternanthera lanceolata
- Alternanthera laxa
- Alternanthera lehmannii
- Alternanthera leucantha
- Alternanthera linearis
- Alternanthera longipes
- Alternanthera lupulina
- Alternanthera macbridei
- Alternanthera macrorhiza
- Alternanthera malmeana
- Alternanthera markgrafii
- Alternanthera megaphylla
- Alternanthera menziesii
- Alternanthera mexicana
- Alternanthera microphylla
- Alternanthera mollendoana
- Alternanthera morongii
- Alternanthera multicaulis
- Alternanthera multiflora
- Alternanthera muscoides
- Alternanthera nana
- Alternanthera nesiotes
- Alternanthera nodifera
- Alternanthera nodiflora
- Alternanthera obovata
- Alternanthera olivacea
- Alternanthera panemensis
- Alternanthera paniculata
- Alternanthera parviflora
- Alternanthera peploides
- Alternanthera peruviana
- Alternanthera philippo-coburgi
- Alternanthera philoxerina
- Alternanthera pilosa
- Alternanthera piptantha
- Alternanthera polycephala
- Alternanthera procumbens
- Alternanthera pulchella
- Alternanthera pulitinata
- Alternanthera pulverulenta
- Alternanthera pumila
- Alternanthera pungens
- Alternanthera radicata
- Alternanthera raimondii
- Alternanthera robinsoni
- Alternanthera rosaefolia
- Alternanthera rufescens
- Alternanthera rugulosa
- Alternanthera scandens
- Alternanthera scirpoides
- Alternanthera sennii
- Alternanthera sericea
- Alternanthera serpens
- Alternanthera sessilis
- Alternanthera sibirica
- Alternanthera snodgrassii
- Alternanthera spinosa
- Alternanthera stenophylla
- Alternanthera straminea
- Alternanthera strictiuscula
- Alternanthera strigosa
- Alternanthera subscaposa
- Alternanthera subumbellata
- Alternanthera tenuissima
- Alternanthera thomensis
- Alternanthera tomentella
- Alternanthera truxillensis
- Alternanthera tubulosa
- Alternanthera tucumana
- Alternanthera uliginosa
- Alternanthera urbani
- Alternanthera vestita
- Alternanthera villiflora
- Alternanthera villosa.